# Quận Cass, Texas
Quận Cass (hay Hạt Cass, tiếng Anh: Cass County) là một quận nằm trong tiểu bang Texas, Hoa Kỳ. Theo kết quả điều tra dân số năm 2010, dân số của quận là 30.464. Quận lỵ đóng ở thành phố Linden, thành phố lớn nhất là Atlanta (Texas).
Quận Cass được đặt tên theo Lewis Cass, một thượng nghị sĩ đến từ Michigan, người ủng hộ việc sáp nhập Texas vào Hợp chúng quốc Hoa Kỳ.

## Lịch sử
Quận Cass được thành lập vào năm 1846 từ một phần diện tích của Quận Bowie, Texas. Nó được đặt tên theo Lewis Cass,  một thượng nghị sĩ Hoa Kỳ từ Michigan, người đã ủng hộ việc sáp nhập Texas vào Hoa Kỳ. Từ năm 1861 đến 1871, quận Cass được gọi là Quận Davis, đặt theo tên Jefferson Davis, chủ tịch của Liên minh miền Nam Hoa Kỳ. Khi Liên minh miền Nam thua trận, cái tên Davis không còn được sử dụng. (Không nên nhầm lẫn với Quận Jeff Davis, còn tồn tại ở phía tây Texas).

## Địa lý
Theo Cục thống kê Dân số Hoa Kỳ, quận Cass có tổng diện tích 960 dặm vuông (2.500 km 2), trong đó 937 dặm vuông (2.430 km 2) là đất và 23 dặm vuông (60 km 2) (2,4%) là mặt nước.
Quận Cass, Texas là một trong ba quận duy nhất ở Texas giáp biên giới với hai tiểu bang khác của Hoa Kỳ là Arkansas và Louisiana (cùng với quận Bowie, Texas và quận Dallam, Texas).

### Các quận (hạt) liền kề
- Quận Bowie, Texas (phía bắc)
- Quận Miller, Arkansas (phía đông bắc)
- Giáo xứ Caddo, Louisiana (đông nam)
- Quận Marion, Texas (phía nam)
- Quận Morris, Texas (phía tây)

## Hành chính

### Các thành phố
- Atlanta (thành phố lớn nhất),
- Hughes Springs (một phần nhỏ ở Quận Morris),
- Linden (quận lỵ),
- Queen City.

### Thị trấn
- Avinger
- Bloomburg
- Domino
- Doulassville
- Marietta

### Các cộng đồng chưa hợp nhất
- Bivins
- Kildare
- Lanark
- Love
- McLeod
- Smyrna

## Thông tin nhân khẩu
Theo điều tra dân số năm 2010, quận Cass có 30.464 người, 12.190 hộ gia đình và 8.654 gia đình cư trú trong quận. Các mật độ dân số là 32 người trên mỗi dặm vuông (13/km²). Có 13.890 hộ gia đình ở với mật độ trung bình 15 mỗi dặm vuông (6/km²). Thành phần chủng tộc của quận là 78,20% da trắng, 19,47% da đen hoặc người Mỹ gốc Phi, 0,47% người Mỹ bản địa, 0,14% người châu Á, 0,02% người dân đảo Thái Bình Dương, 0,65% từ các chủng tộc khác và 1,05% từ hai chủng tộc trở lên. 1,73% dân số là người gốc Tây Ban Nha hoặc Mỹ La tinh.